# سیمونه دل نرو
سیمونه دل نرو (ایتالیایی: Simone Del Nero؛ زادهٔ ۴ اوت ۱۹۸۱) بازیکن فوتبال اهل ایتالیا است.
از باشگاه‌هایی که در آن بازی کرده‌است می‌توان به باشگاه فوتبال امپولی، باشگاه فوتبال برشا، باشگاه فوتبال پالرمو، باشگاه فوتبال چزنا، باشگاه فوتبال جوهر دارالتعظیم، و باشگاه ورزشی لاتزیو اشاره کرد.
وی همچنین در تیم ملی فوتبال زیر ۲۱ سال ایتالیا بازی کرده‌است.
وی در مسابقات کشوری و بین‌المللی در مجموع برندهٔ ۱ مدال طلا و ۱ مدال برنز شده‌است.